# Entfernet euch, ihr heitern Sterne
Entfernet euch, ihr heitern Sterne (in tedesco, "Scostatevi, stelle serene") BWV Anh 9 è una cantata di Johann Sebastian Bach.

## Storia
La Entfernet euch, ihr heitern Sterne è una cantata di compleanno composta per festeggiare il genetliaco del re Augusto II di Polonia e venne eseguita nella Marktplatz di Lipsia il 12 maggio 1727. Il testo della cantata, suddivisa in tredici movimenti, è di Christian Friedrich Haupt. La musica, purtroppo, è andata perduta.